# Praga 9
Praga 9, anteriormente conocido como Distrito Municipal Praga 9 (en checo: Městská část Praha 9), es un distrito municipal de Praga, República Checa. El distrito administrativo (správní obvod) del mismo nombre comprende Praga 9 y los barrios de Vysočany, una parte pequeña de Libeň, Prosek, la mayor parte de Střížkov, Hrdlořezy, y pequeñas partes de Hloubětín y de Malešice.
El Instituto de Investigación de Accidentes Aéreos tiene su sede en la zona catastral de Letňany.